# Parti uni
Le Parti national uni d'Afrique du Sud (United National South African Party en anglais ou Verenigde Suid-Afrikaanse Nasionale Party en afrikaans) - plus couramment appelé parti uni ou parti unifié (united party) - est un parti politique d'Afrique du Sud fondé en 1934. Issu de la fusion du parti sud-africain de Jan Smuts et du parti national de James Barry Munnik Hertzog, le parti uni domina le pouvoir exécutif et le pouvoir législatif sud-africain de 1934 à 1948. Bien que défait en raison du découpage électoral favorisant les circonscriptions rurales, et non en termes de suffrage électoral, le parti uni restera dès lors le principal parti d'opposition parlementaire jusqu'à sa dissolution en 1977, sans avoir réussi à proposer d'alternatives convaincantes à l'apartheid ni avoir renoncé à la défense du principe de minorité blanche dominante en Afrique du Sud.
Parti libéral et conservateur, partisan de la réconciliation et de la coopération entre Anglo-sud-africains et Afrikaners, le Parti Uni préconise le respect de Loi sur l'Afrique du Sud et se montre intransigeant sur le respect des procédures judiciaires régulières, refusant les mesures d'exceptions. Opposé à l'apartheid, il est particulièrement hostile à la politique des bantoustans qu'il considère être impraticable et dangereuse pour le développement économique de l'Afrique du Sud. Il n'en est pas moins favorable au principe d'une discrimination en faveur de tous les hommes et femmes "civilisés" afin de permettre le maintien de la domination de la minorité blanche sur l'Afrique du Sud et finit par approuver le principe d'une politique de développement séparé qu'il souhaite voir appliquer avec plus d'humanité. Le Parti Uni fut essentiellement le représentant des Anglo-sud-africains et des Afrikaners urbains et modérés,.

## Origines

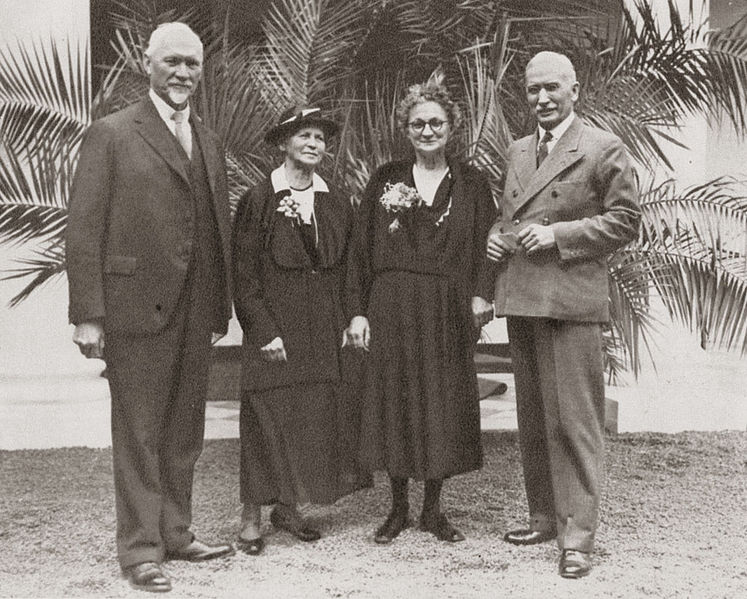
Les deux fondateurs du parti uni, Jan Smuts (à gauche) et James Barry Hertzog (à droite) au côté de leurs épouses Wilhelmina Jacoba Hertzog (centre gauche) et Isie Smuts (centre droit)

Depuis les élections générales sud-africaines de 1924, le gouvernement de l'Union de l'Afrique du Sud est dirigé par James Barry Munnik Hertzog et le parlement est dominé par le parti national. La cohésion de ce parti repose alors sur un virulent sentiment anti-britannique et sur l'aspiration à une indépendance teintée de républicanisme. Cependant, depuis que le parti national exerce le pouvoir, les revendications et aspirations nationalistes se sont érodées à la suite de la déclaration Balfour de 1926 reconnaissant l'égalité juridique des dominions au sein de l'Empire et à l'adoption du statut de Westminster (1931) entérinant cette reconnaissance envers l'Afrique du Sud.
Au début des années 1930, le contexte politique est marqué par des tensions internes au sein des différentes familles politiques du parlement. Du côté du parti national largement représentatif de l'électorat afrikaner rural et ouvrier, la popularité du gouvernement Hertzog est en chute libre à la suite des conséquences d'une sécheresse dévastatrice et de la dépression économique mondiale. Des voix s'élèvent, comme celles de Tielman Roos ou de Daniel François Malan, pour demander une autre politique. Le parti travailliste, allié au gouvernement, est lui aussi en pleine crise interne. Du côté de l'opposition parlementaire, le parti sud-africain de Jan Smuts, représentatif de l'électorat anglophone urbain, connait aussi des tensions avec les fédéralistes du Natal ainsi qu'entre l'aile conservatrice et l'aile libérale du parti dirigée par Jan Hendrik Hofmeyr. En septembre 1931, le Royaume-Uni abandonne l'étalon-or. Tielman Roos, en rupture de ban avec sa formation politique, et qui espère prendre la place de Hertzog, prône l'abandon de l'étalon-or et un gouvernement d'union nationale. Pour le contrer, Hertzog se rapproche de Jan Smuts pour former un gouvernement de coalition (février 1933) au grand dam de D.F. Malan, chef du puissant parti national de la province du Cap, peu enthousiaste à une union avec les anglophiles, fussent-ils afrikaners.
Les circonstances de ce rapprochement, qui aboutit deux ans plus tard à une fusion du parti national et du parti sud-africain, sont néanmoins exceptionnelles et résultent des conséquences de la grave crise économique qui ravage le pays et de la crise monétaire. Les tractations entre les deux partis aboutissent sur un programme commun en sept points qui sont la reconnaissance de l'indépendance constitutionnelle de l'Union en vertu du Statut de Westminster, la reconnaissance du drapeau national comme symbole d'unité, l'équité linguistique pour les deux langues officielles, la défense des populations rurales et des salariés, la défense de la monnaie et des intérêts économiques, la reconnaissance de la politique du "travail civilisé" et le développement politique et économique des populations autochtones, via le renforcement de la ségrégation afin de ne pas remettre en cause le principe de domination de la civilisation blanche en Afrique du Sud. Le parti sud-africain fait notamment une concession importante vis-à-vis du parti national en reconnaissant le droit de proposer et de soumettre au parlement la question d'un éventuel statut républicain pour l'Union de l'Afrique du Sud.

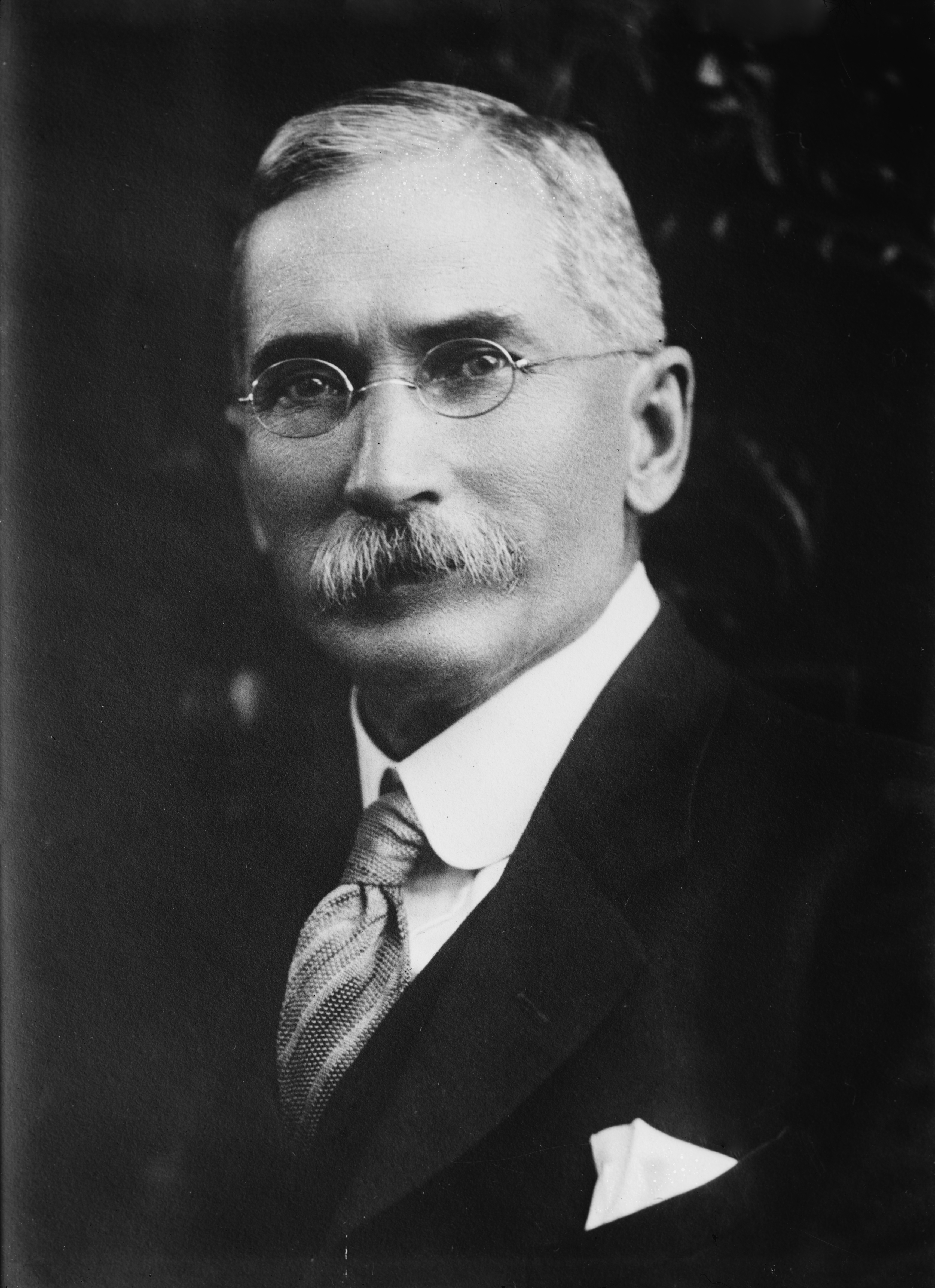
James Barry Hertzog

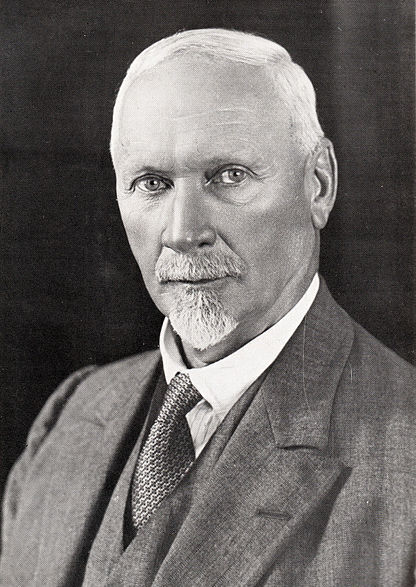
Jan Smuts en 1934

La coalition entre les deux formations remporte les élections générales sud-africaines de 1933 à une écrasante majorité. Avec 138 sièges sur 150 (75 NP, 61 SAP et 2 travaillistes de la tendance de Frederic Creswell), la coalition est hégémonique face au parti unioniste et au parti du centre de Roos (6 sièges en tout pour l'opposition). Le nouveau gouvernement paritaire entre les deux formations qui est alors formé est dirigé par Hertzog tandis que Jan Smuts le chef du parti sud-africain devient le vice-premier ministre. Au parlement, les deux alliés conservent cependant leurs groupes parlementaires respectifs.
Durant deux ans, les deux partis coopèrent et le statut de Westminster est définitivement adopté confirmant la pleine indépendance de l'Union. Durant cette période, un mouvement à l'échelle nationale propose de consolider la coalition par la fusion des deux parties qui la compose. Maintes et maintes fois, Daniel François Malan s'oppose à cette éventualité, notamment lors du congrès du Parti national en octobre 1933. Selon lui, la fusion des deux partis ne peut aboutir tant les opinions d'Hertzog et de Smuts diffèrent sur des sujets fondamentaux tels que la divisibilité de la Couronne, le droit de rester neutre en cas de conflit impliquant le Royaume-Uni et le statut souverain de l'Union. L'alliance perçue comme un bon moyen de lutter contre les difficultés économiques est aussi considérée par de nombreux nationalistes comme un retour à l'ancienne politique de compromis avec les Anglo-sud-africains. Le processus de fusion entre les deux partis de Smuts et de Hertzog connait cependant un contretemps : organisé sur une base fédérale, ce sont en fait les entités provinciales du parti national qui doivent se prononcer sur la fusion et non l'exécutif national du parti. Si 3 des 4 entités provinciales du parti national acceptent la fusion, le parti national de la province du Cap dirigé par Malan la refuse et maintient l'existence d'un parti national résiduel qui prend le nom de « parti national purifié ». Représenté à la chambre basse du parlement par 19 députés (élus principalement dans la province du Cap en 1933 en tant que candidats de la coalition), il acquiert immédiatement le statut d'opposition officielle. Du côté du parti sud-africain, les pro-britanniques n'acceptent pas non plus la fusion avec les Afrikaners nationalistes et se rallient sous la houlette du colonel Charles Stallard dans un parti du Dominion qui soutient néanmoins le gouvernement.
La fusion officielle entre le parti national et le parti sud-africain intervient le 5 décembre 1934, lors d'un congrès extraordinaire à Bloemfontein célébrant la naissance du parti national uni d'Afrique du Sud, très rapidement appelé parti uni (united party - UP). Celui-ci adopte une nouvelle charte énonçant des principes et des objectifs complémentaires à savoir la réalisation des aspirations nationales des populations d'Afrique du Sud et la réalisation de l'unité nationale dans le respect des engagements de l'Afrique du Sud et dans un esprit de tolérance mutuelle et de confiance. Sur le front constitutionnel, les statuts du parti énoncent le principe de maintenir les liens existants avec l'Empire britannique et les États qui le composent. La question d'une éventuelle forme républicaine du gouvernement et des institutions n'est pas tranchée. Il est également mentionné que l'Afrique du Sud ne pourra être engagée dans toute action extérieure qui serait contraire aux intérêts du pays.
Au début de l'année 1935, en comptant les indépendants favorables à son programme, le gouvernement peut compter sur le soutien de 125 députés de la chambre de l'assemblée du parlement alors que l'Afrique du Sud émerge lentement de la crise. Ainsi, les cours de l'or remontent et la production industrielle repart à la hausse tandis que chômage baisse et que les Blancs de classe populaire commencent à sortir de la misère. Du point de vue institutionnel, Hertzog et Smuts ont obtenu tous les attributs de la souveraineté nationale pour l'Union sud-africaine en maintenant des liens étroits avec le Royaume-Uni.
L'une des premières décisions symboliques du nouveau gouvernement est de proposer Sir Patrick Duncan à la fonction de gouverneur général d'Afrique du Sud. C'est la première fois qu'un Sud-Africain, et non un Britannique, est proposé pour exercer la plus haute fonction du pays. Autre symbole, en 1938, Die Stem van Suid-Afrika est officiellement joué lors de l'ouverture du parlement au côté de God Save the King tandis que pour le défilé militaire du 31 mai (fête nationale), l'hymne britannique est remplacé par des hymnes et chants sud-africains. Sur le plan législatif, plusieurs lois sont adoptées pour faire face à la crise notamment une loi sur l'aide aux agriculteurs (1935) pour les protéger face à leurs créanciers. D'autres lois importantes sont adoptées sur le plan économique et social : des accords préférentiels comprenant des prix garantis sont négociés avec le Royaume-Uni pour permettre l'exportation de la laine sud-africaine sur les marchés mondiaux ; des programmes de grands travaux d'équipements (logements, routes) ou à caractère scientifique (mise en place d'un conseil national pour stimuler et coordonner la recherche industrielle et scientifique) sont mis en place.
Sur le plan racial, Smuts, mais aussi Hertzog, soutiennent le principe d'institutions séparées pour les populations blanches et pour les populations métisses et noires. La politique raciale des gouvernements du parti uni n'est d'ailleurs pas présentée comme immuable mais plutôt comme un expédient provisoire, adopté dans l'esprit pragmatique et conjoncturel du colour bar. Dans la province du Cap, un système de franchise électorale non raciale, hérité de la colonie du Cap et basé sur l'instruction, le salaire et la propriété, permet aux hommes de couleurs (coloured) et aux Noirs de bénéficier du droit de vote et d'émarger sur les mêmes listes électorales que les Blancs depuis 1853. Un système similaire plus restrictif existe aussi au Natal pour les Indiens et les Métis. En 1936, à la suite de l'adoption par la quasi-totalité des parlementaires (moins 11 voix) de la loi sur la représentation des indigènes (Representation of Natives Act), les électeurs noirs de la province du Cap sont retirés des listes électorales communes et réinscrits sur des listes électorales séparées afin de désigner 3 députés (blancs) et 4 sénateurs (blancs) chargés de défendre leurs intérêts au parlement, (l'un des premiers députés blancs élus pour représenter les populations noires est Margaret Ballinger). En contrepartie, un conseil représentatif indigène (Native Representative Council), constitué de 23 membres (12 Noirs indirectement élus, 4 Noirs nommés par le Gouverneur-Général, 6 commissaires en chef aux Affaires indigènes) et présidé par le Secrétaire aux Affaires Indigènes, est mis en place. Ce conseil est purement consultatif et constitue un instrument national de médiation et de communication entre le gouvernement et les populations noires d'Afrique du Sud. Dans le même mouvement, et avec l'approbation de l'essayiste John Dube, ancien président du congrès national africain, une loi sur le fonds d'investissement foncier et la terre indigène, agrandit la superficie des réserves indigènes existantes à 13 % de la surface du pays, ôtant dans le même temps aux résidents noirs du Cap le droit d'acheter de la terre en dehors des réserves. Une dernière loi accentue les contrôles sur les flux migratoires. En 1937, un rapport officiel, qui n'est pas suivi d'effets, préconise que les métis (Coloureds) soient intégrés sur les listes électorales ordinaires des quatre provinces, leur conférant ainsi un droit de vote égal à celui des Blancs sur l'ensemble du territoire sud-africain et non plus seulement dans la province du Cap.
L'année 1938 est marquée par les célébrations du centenaire du Grand Trek, rassemblant autour du même thème, la nation afrikaner dispersée sur l'ensemble du territoire sud-africain, avec pour dénominateurs communs les origines néerlandaises de la nation, le christianisme calviniste et la langue afrikaan. Ces célébrations ont exalté le nationalisme afrikaner à travers de grandes manifestations spectaculaires organisées par des centaines d'associations afrikaans. Les membres du gouvernement et les officiels ne sont cependant pas invités aux célébrations et sont volontairement isolés, accentuant les ressentiments au sein du parti uni.

## Le schisme

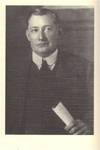
Jan Kemp en 1924.

Quand le Royaume-Uni déclare la guerre à l'Allemagne nazie le 1er septembre 1939, le vice-premier ministre Jan Smuts est convaincu que l'Union n'a pas d'autres alternatives que d'entrer elle aussi en guerre. Mais le premier ministre Hertzog est d'un autre avis. Refusant de s'aligner sur le Royaume-Uni, il opte pour la neutralité de l'Afrique du Sud dans le conflit européen et essaye d'obtenir de nouvelles élections générales pour que les électeurs puissent trancher ce que le gouverneur, seul apte à dissoudre la chambre de l'assemblée, lui refuse. La question est finalement mise au vote au parlement le 4 septembre 1939. Le parti uni est divisé. Hertzog reçoit le soutien total du parti national mais avec une majorité de 80 voix contre 67, la chambre soutient la position de Smuts pour l'entrée en guerre de l'Union de l'Afrique du Sud au côté de la Grande-Bretagne. Hertzog défait, il démissionne de sa fonction de premier ministre et de sa position de chef du parti uni. Les 5 anciens ministres issus du parti national (Nicolaas Havenga, Oswald Pirow, Henry Fagan, Jan Kemp et A.P.J Fourie) démissionnent également du parti uni et rejoignent Malan sur les bancs de l'opposition parlementaire.
Le 6 septembre 1939, Jan Smuts, élu nouveau chef du parti uni, devient premier ministre et forme un nouveau gouvernement dans lequel il est aussi ministre de la Défense et Commandant Suprême de l'armée de l'Union.

## L'ère Smuts

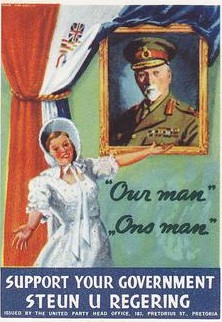
Affiche de propagande du parti uni pour soutenir le gouvernement de Jan Smuts (1940).

Trois jours après que Smuts soit devenu premier ministre, l'Afrique du Sud déclare la guerre aux forces de l'Axe alors qu'Hertzog et ses partisans rallient le Parti National de Malan ou le nouveau Parti afrikaner. La situation stratégique et le potentiel industriel du pays ainsi que l'expérience de son premier ministre font de l'Afrique du Sud un allié précieux du Royaume-Uni. Très vite, Smuts doit déterminer l'étendue des ressources militaires et industriels dont il dispose et neutraliser son opposition interne particulièrement forte et organisée. Le plus grand défi qu'il doit relever dans ce cadre est l'émergence de la Ossewabrandwag (la sentinelle des chars à bœufs), une organisation para-militaire afrikaner, hostile à la guerre et dont le but est de saper l'effort de guerre par des actes de sabotage. Percevant rapidement le danger que peut représenter cette organisation, Smuts et son gouvernement prennent toute une batterie de mesures visant à isoler et mettre hors état de nuire son ennemi intérieur. Les armes à feu sont réquisitionnés, le carburant est rationné, un contrôle des prix est mis en place. Toutes les grandes entreprises commerciales et industrielles, les ports, les chemins de fer, la sidérurgie, les mines, l'industrie du textile sont mis à contribution et réorientés pour participer à l'effort de guerre. L'Afrique du Sud devient ainsi une importante source d'approvisionnement pour les Alliés en Afrique et au Moyen-Orient. Elle produit notamment cinq millions de grenades à main, deux millions d'obus de mortier, 10 millions de paires de chaussures et 6 millions de paires de bottes de cuir, prélude à l'expansion industrielle que connait le pays après la guerre.
Sur le plan militaire, l'une des responsabilités qui incombent à Smuts, membre du cabinet de guerre britannique, est de sécuriser la route maritime autour du Cap pour contrôler l'accès à l'Abyssinie italienne. Il engage très rapidement les forces sud-africaines, dont la South African Air Force, en Somalie italienne et en Abyssinie où les troupes sud-africaines investissent Addis-Abeba. En 1941, Smuts, promu Field Marshal de l'armée britannique, engage les forces sud-africaines dans les combats en Égypte et en Libye (bataille d’El-Alamein en septembre 1942). Présent sur le front en Europe, il confie à Jan Hendrik Hofmeyr, son ministre des Finances, le soin de gérer les affaires courantes en Afrique du Sud. Le parti uni remporte notamment les élections générales sud-africaines de 1943. Ces élections sont une déroute pour les partisans de l'Ossewabrandwag et donnent à Smuts, Hofmeyr et au parti uni le sentiment d'un soutien durable des électeurs sud-africains à leur politique et à leur vision d'une Afrique du Sud loyaliste vis-à-vis de l'Empire britannique.

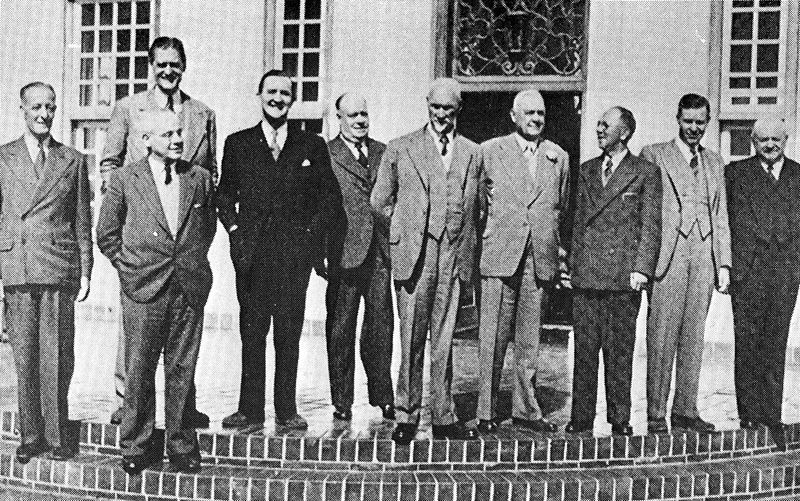
Le dernier cabinet ministériel de Jan Smuts et du parti uni en 1948.
De gauche à droite : S.F. Waterson, Pieter van der Byl (en retrait), Jan Hofmeyr (devant van der Byl), H.G. Lawrence, J.W. Mushet, Jan Smuts, A.G.F. Clarkson, Henry Gluckman, J.G.N. Strauss, C.F. Steyn

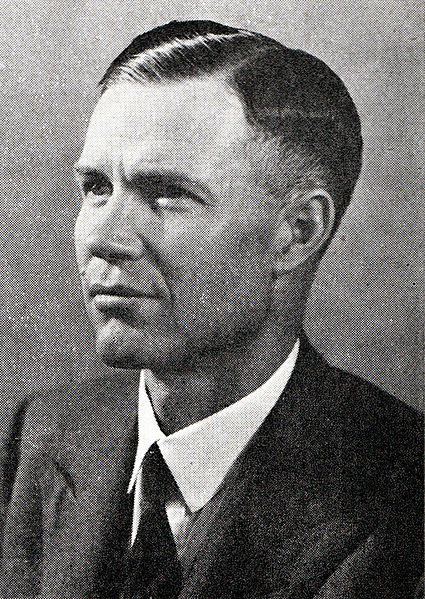
J.G.N. Strauss, chef du parti uni de 1950 à 1956

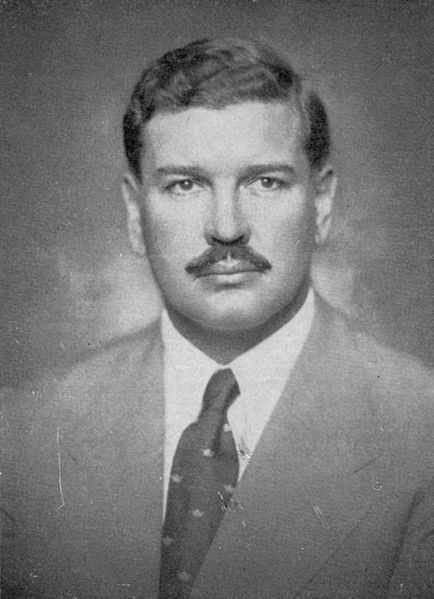
Sir De Villiers Graaff en 1962

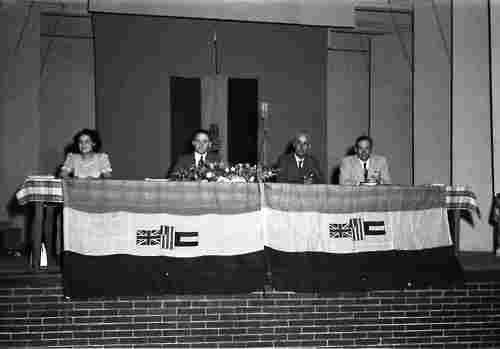
Meeting du parti uni à Windhoek en 1950

Auréolé de son prestige et de la victoire de 1945, cofondateur de l'ONU, Smuts pense alors remporter facilement les élections générales sud-africaines de 1948 et prépare son dauphin Jan Hofmeyr à lui succéder. Leur programme libéral et paternaliste ne prévoit pas d'institutionnaliser la ségrégation raciale mais de tendre vers l'éducation et la coopération entre les différentes races au sein d'une Afrique du Sud plus décentralisée mais dominée politiquement par les Blancs. Jan Smuts est notamment partisan de « droits civils pour tous les peuples “devenus civilisés” sans distinction de race ». Cette expression qu'il utilise est considérée comme le gage d'une ouverture à la citoyenneté pour tous les résidents de l'Union. Toutes les évolutions restent possibles comme le prouve le rapport de la commission Fagan, mandaté par le gouvernement de Jan Smuts et présenté au lendemain de la Seconde Guerre mondiale. Ce rapport préconise notamment une libéralisation du système racial en Afrique du Sud en commençant par l'abolition des réserves ethniques ainsi que la fin du contrôle rigoureux des travailleurs migrants. En tant que premier ministre, Jan Smuts approuve les conclusions du rapport alors que de son côté, le Parti National, qui a mandaté sa propre commission (la commission Sauer), approuve des conclusions exactement inverses qui recommandent le durcissement des lois ségrégationnistes en appliquant le concept d'apartheid, un système de lois qui s'inspire des lois ségrégationnistes des États du Sud des États-Unis mais aussi des politiques de réserves indiennes mises en place dans ce pays, au Canada et des politiques pratiquées envers les Aborigènes en Australie et envers les Maoris en Nouvelle-Zélande.
Contre toute attente, avec pourtant la majorité des suffrages, Smuts et le Parti Uni perdent les élections générales de 1948 en termes de siège face à l'alliance conclue entre le Parti national et le Parti Afrikaner.
Smuts défait et Hofmeyr mort peu de temps après, c'est en 1950 J.G.N. Strauss qui reprend la présidence du parti avant de la laisser en 1956 à Sir De Villiers Graaff. Dorénavant, le parti uni ne devient plus que le représentant des intérêts des Anglo-sud-africains.

## L'opposition officielle (1948-1977)
Devenu l'opposition officielle au parlement, le Parti Uni décline, victime du retrait du droit de vote des personnes de couleurs et de l'attrait de l'électorat anglo-sud-africain vers le programme du Parti National. Il est également divisé entre une aile libérale, un centre fidèle et une droite qui souhaite un accord avec les nationalistes.
Pour espérer revenir au pouvoir, le parti uni devait obtenir les voix de tous les électeurs de langue anglaise ainsi que 15 % des voix afrikaners. En dépit de résultats électoraux qui seront de plus en plus décevant, le parti uni ne connaîtra pas de difficultés financières et pourra dépenser sans compter durant les campagnes électorales. Il bénéficie notamment de l'appui de larges secteurs du monde capitaliste anglophone d'Afrique du Sud, particulièrement de celui des grandes entreprises privées du pays.
En avril 1952, le parti uni conclut un pacte politique (contesté en interne) avec le parti travailliste et le Torch commando, des organisations blanches opposées à l'apartheid. Regroupé dans un front démocratique uni (united democratic front), cette alliance majoritaire en voix échoue à remporter la majorité des sièges au parlement lors des élections générales sud-africaines de 1953. L'échec électoral est suivi par la dislocation du front et la multiplication des dissidences politiques. Ainsi, en peu de temps apparaissent le parti libéral, le parti fédéral (au Natal principalement), la ligue anti-républicaine (principalement anglo-sud-africaine et monarchiste), le Black Sash pour défendre la constitution contre le retrait de la franchise électorale des électeurs coloureds, les Covenanters favorables à une nouvelle convention nationale pour renforcer la protection de Loi sur l'Afrique du Sud, des dissidents du parti uni dont certains forment le parti national conservateur ou encore un nouveau South African Bond assez conservateur mais pragmatique. Tous ces mouvements concurrencent le parti uni et ne parviennent pas ou peu à se coordonner.
De son côté, se définissant comme une "différenciation dans la justice", le parti uni soutient l'intégration raciale uniquement dans les sphères économiques. Pour les chefs du parti uni, les Noirs d'Afrique du Sud devront acquérir des droits politiques mais pas avant que ne se soit écoulée une « longue période de préparation à l'organisation démocratique de la vie ». Le caucus du parti approuve en 1953 la loi d'apartheid sur les commodités séparées à l'exception de deux députés (dont Helen Suzman). Incapable de gagner les élections suivantes avec un tel programme qui, dans le contexte d'événements survenant alors dans plusieurs pays africains en voie de décolonisation, effraie de nombreux électeurs anglo-sud-africains, le parti uni devient le refuge de ceux des sud-africains blancs qui ne supportent pas la politique et les méthodes du parti national au pouvoir. S'il ne présente pas de solutions aux questions raciales, il est apprécié par toute une gamme d'électeurs pour son respect méticuleux de la loi et des règles de procédures. Il l'est aussi pour ses idéaux, notamment pour sa volonté de créer un climat de tolérance mutuelle pour permettre à tous les chefs des diverses populations d'Afrique du Sud de se réunir, de discuter et d'arriver à des compromis au lieu de passer par une législation imposée. Cette position du parti uni, favorable au maintien de la domination blanche en Afrique du Sud, ne convient pas aux blancs les plus progressistes qui tentent de réaligner la ligne politique du parti alors que celui-ci renonce à proposer dans son programme le rétablissement de la franchise électorale des électeurs coloureds.

### Le schisme du parti progressiste
En août 1959, plusieurs élus dont Helen Suzman démissionnent du Parti Uni après que les délégués du parti aient refusé de proposer d’agrandir la surface des terres accordés à la propriété aux populations noires en vertu de la Native land and Trust act de 1936. Ils fondent le parti progressiste, foncièrement hostile à la ségrégation raciale et au maintien de la domination blanche.

### Les divisions internes
Au début des années 1970, le parti uni est un parti conservateur qui a voté en faveur de plusieurs des lois destinées à maintenir l'ordre public. En outre, par respect scrupuleux de la souveraineté sud-africaine, il s'est à plusieurs reprises montré solidaire du parti national face aux critiques internationales. Sur le plan de la politique raciale, le parti propose de créer un État sud-africain décentralisé sous forme de fédération de communautés identifiées en fonction de considérations ethniques et géographiques. Pour le parti uni, la coopération politique entre les divers groupes raciaux d'Afrique du Sud ne peut se faire qu'à partir du moment où chaque peuple d'Afrique du Sud s'estime en sécurité, que ce soit au niveau politique ou culturelle. Le parti uni estime être le seul à pouvoir établir cette sécurité et rejette l'idée d'un état dans lequel un parlement fédéral serait dominé par des groupes représentants les populations noires qui finiraient par imposer leurs volontés aux minorités raciales.
Peu convaincant ou convaincue sur sa politique en matière raciale, le parti uni est victime de divisions internes. Harry Schwarz, le chef de file de la faction libérale anti-apartheid du Parti uni, entreprend de régénérer le mouvement de l'intérieur en proposant d'en faire un parti plus innovant et agressif pour contrer la politique raciale du gouvernement. Cependant, Schwarz et ses alliés politiques, principalement basés dans la province du Transvaal, se heurtent à Sir de Villiers Graaff ainsi qu'à la « vieille garde » du parti. Les divisions internes au sein du parti uni entre les libéraux et les conservateurs au Transvaal tournent à l'affrontement en août 1973 quand Schwarz obtient l'éviction de Marais Steyn de la direction du parti uni du Transvaal. Pour Schwarz, Marais Steyn est un symbole de ceux qui veulent maintenir un « leadership blanc » en Afrique du Sud.
Nouveau chef du parti uni au Transvaal, Schwarz rencontre le chef Mangosuthu Buthelezi, le 4 janvier 1974, avec lequel il signe la Déclaration Mahlabatini en faveur de l'établissement d'une société non raciale en Afrique du Sud. La déclaration expose notamment la volonté de ses signataires d'établir une relation de confiance et de fonder une Afrique du Sud post-apartheid basée sur l'égalité des chances, le bonheur et la sécurité. L'engagement est affirmé que le changement politique et social en Afrique du Sud ne doit se faire que par des moyens pacifiques. pour la première fois dans l'histoire sud-africaine contemporaine, un document écrit atteste d'une communauté d'idées et de visions politique entre des dirigeants politiques blancs et noirs. Si la déclaration ravit les libéraux des différents mouvements politiques du pays ainsi que la presse libérale, elle met en colère les membres conservateurs du parti uni et suscite la condamnation et les moqueries du parti national et de sa presse. Harry Schwarz est néanmoins élu à la chambre de l'assemblée du parlement pour la circonscription de Yeoville lors des élections d'avril 1974, reprenant le siège de Marais Steyn désormais rallié au parti national. Il arrive au parlement avec plusieurs alliés (notamment Dick Enthoven, David Dalling et Horace van Rensburg).
La nouvelle génération se heurte rapidement de nouveau à la vieille garde quand Schwarz est appelé à réprimander publiquement Dick Enthoven mise en cause pour l'un de ses virulents discours contre la politique anti-apartheid. Refusant de suivre la ligne du parti, Schwarz est expulsé par Sir De Villiers Graaff. Plusieurs de ses partisans décident alors de quitter le parti uni et vont fonder avec Schwarz le parti réformiste dont il devient le chef. Six mois plus tard, Schwarz fusionne le Parti réformiste avec le Parti progressiste (PP) pour former le parti progressiste réformiste.

## La dissolution
En 1977, à bout de souffle et concurrencé sur sa gauche et sur sa droite, Sir de Villiers Graaf constate l'échec du Parti Uni à se constituer comme une alternative crédible. Le 19 mars 1977, Sir de Villiers Graaff et Theo Gerdener, chef du petit parti démocratique (créé en 1973 par un dissident du parti national), annoncent leur accord pour fusionner leurs formations politiques respectives dans un nouveau parti avec pour programme des droits égaux pour tous les groupes raciaux en Afrique du Sud. L'accord ne fait pas l'unanimité. Un groupe de député du parti uni démissionne pour former un comité pour une opposition unie. Ils entament des discussions avec le parti progressiste réformiste et finalement les rejoignent dans un Parti progressiste fédéral. D'autres, dont six députés, forment une formation centriste, le Independent United Party rebaptisé ensuite parti sud-africain (South African Party) en référence au prédécesseur du parti uni (assemblée du 27-28 mai 1977).
Le parti uni et le parti démocratique sont dissous le 28 juin 1977 pour renaitre ensemble, dès le lendemain, en tant que "parti de la Nouvelle République" (New Republic Party).
À la suite de l'adoption d'un programme prônant la constitution d'une Afrique du Sud fédérale ou confédérale, la mise en place d'un parlement quadricaméral et après l'élection des chefs du nouveau parti, Sir de Villiers Graaff annonce son retrait de la vie politique le 5 octobre 1977.

## Le groupusculaireParti de la Nouvelle République
Lors des élections générales sud-africaines de 1977, le parti de la Nouvelle République n'obtient que 10 élus (contre 41 à l'ancien Parti Uni dans la législature précédente et 23 au moment de la dissolution de la chambre basse du parlement) et perd son statut de chef de l'opposition parlementaire. Réduit à un seul député lors des élections générales sud-africaines de 1987, il se dissout en mars 1988 après le ralliement de ses derniers fidèles au Parti National ou au parti indépendant de Denis Worrall.